# Holzem (Bad Münstereifel)
Holzem is een plaats in de Duitse gemeente Bad Münstereifel, deelstaat Noordrijn-Westfalen.